# Weber-törvény
A Weber-törvény egy az érzékelés-észlelés folyamatára vonatkozó pszichofiziológiai törvény, mely szerint minél nagyobb egy észlelt jel valós intenzitása (pl. fényerősség), annál nagyobb változás szükséges a jel erősségében, hogy annak változását észleljük. Leírása Ernst Heinrich Weber pszichológus  nevéhez kötődik.
A hagyományos példa szerint (ahol a tömeg az észlelt jel erőssége), ha mondjuk egy krumplit tartunk a kezünkben, akkor ehhez még egy krumplit hozzáadva jól érezzük a kezdeti (egy krumpli) és végállapot (két krumpli) közötti tömegváltozást. Viszont ha egy zsák krumplit tartunk a kezünkben, és ehhez adunk hozzá még egy szemet, akkor nem valószínű, hogy észlelni fogjuk a különbséget.

## Képlet formájában
A Weber-törvény képlet formájában a következő:
{\displaystyle {\frac {\Delta I}{I}}=k}
ahol:
- ΔI az inger megváltozottnak észleléséhez szükséges valódi ingerváltozás,
- I az inger eredeti intenzitása,
- k pedig a kettő hányadosából származó állandó (ún. Weber-állandó).

Az állandó ismeretében az egyenlet újrarendezésével bejósolhatóvá válik az éppen érzékelhető különbség (ÉÉK) minden ingerintenzitás mellett.

## Alkalmazási területe
A Weber-törvényt hagyományosan az érzékelési küszöbök vizsgálatában alkalmazzák. Újabban pedig az is kiderült, hogy hatással van az észlelésben részt vevő kognitív struktúrákon kívül más megismerő rendszerek működésére is (például mentális számegyenes).